# Vassili Perepliotchikov
Vassili Perepliotchikov (en russe : Переплётчиков Васи́лий Васи́льевич ; 1863–1918) est un peintre russe de paysages, graphiste. Il travaille dans la tradition des Ambulants tardifs. Ses motifs sont des paysages typiques de Russie et de la nature.

## Biographie
Perepliotchikov est issu d'une famille bourgeoise de Moscou en 1863. Il fait ses études à l'Académie pratique de science commerciale. C'est sous la direction d'Alexandre Kisseliov qu'il commence l'apprentissage de la peinture. En 1872, il est admis à l'École de peinture, de sculpture et d'architecture de Moscou, où il devient l'élève de Vassili Polenov. Il étudie ensuite l'architecture.
Mais sa rencontre avec Ivan Chichkine lui fait modifier ses projets d'avenir et il choisit la peinture plutôt que l'architecture. Il cherche alors à se faire connaître à Moscou pour ne pas rester sans ressources et distribue généreusement ses cartes de visite lors de premières expositions. Ses élans créateurs l'entraînent souvent dans des domaines variés de la vie artistique.
Dans les années 1880, il part régulièrement pour Zvenigorod ensemble avec Adolphe Levitan (ru), Constantin Korovine, ou à Ples sur la Volga. Il participe également à cette époque aux expositions de l'École de peinture, de sculpture et d'architecture de Moscou.
Avec des amis, il commence à publier le « Périodique de dessins russes réalisés par des artistes russes ». Dans le premier numéro en 1886 paraissent les dessins de Sergueï Ivanov, Constantin Korovine, Isaac Levitan, Victor Simov (ru), Alexeï Stepanov et d'autres encore. Perepliotchikov y prend part également avec une lithographie. Durant les années 1890 à 1900, avec Isaac Levitan, Leonid Pasternak et d'autres artistes, ils donnent des cours à l'Institut de peinture et d'architecture Anatoli Gunst.
En 1891, Perepliotchikov fait paraître un recueil de dessins de paysages (à la plume, au crayon, au fusain), qui témoigne de son étude attentive de l'œuvre d'Ivan Chichkine.
En 1892, avec Alexandre Kisseliov, Nikolaï Klodt, Leonid Pasternak, Alexeï Stepanov et Ivan Chichkine, il participe à la conception graphique de la revue moscovite d'art et de littérature « Artist », en réalisant des dessins pour la partie littéraire de la revue.

## Galerie

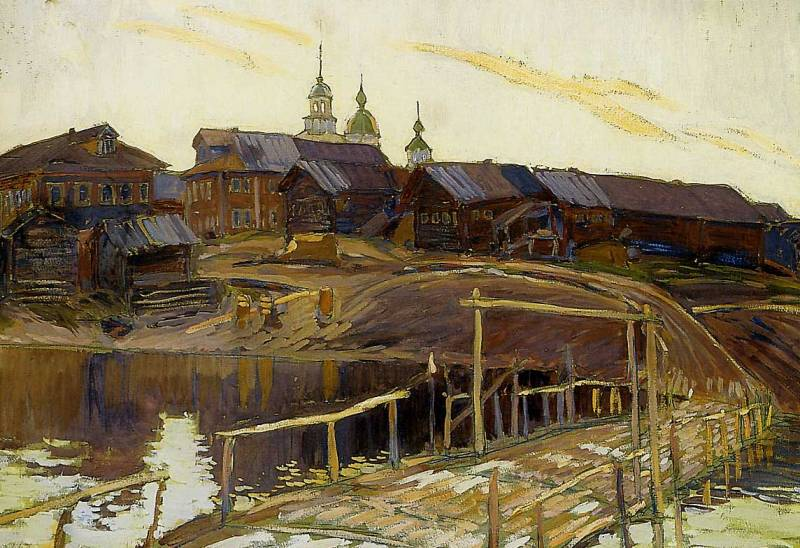
Le Village de Porog sur l'Onéga (1911).
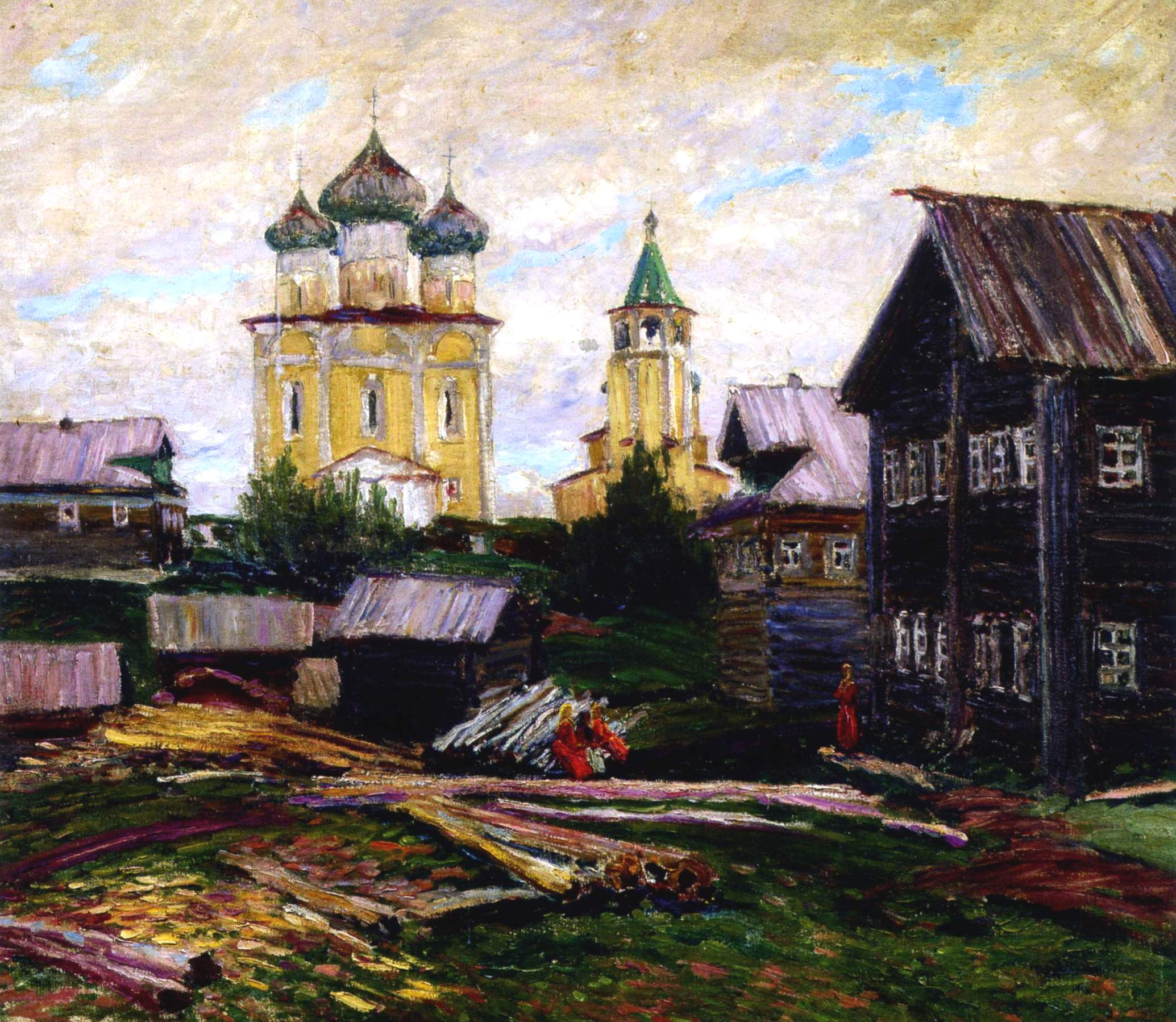
Village.
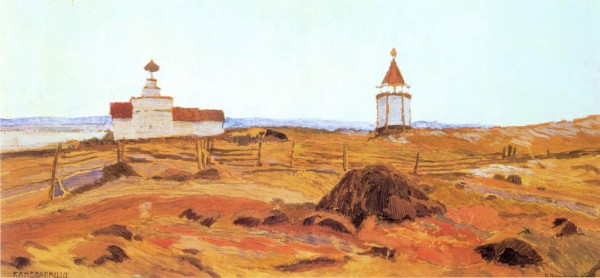
La Mer Blanche à Kandalakcha
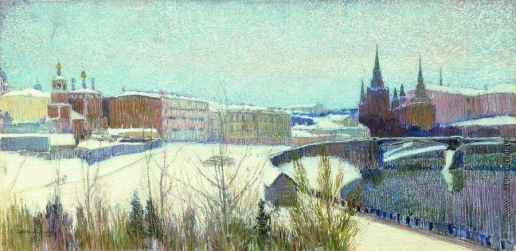
Vue de Moscou, 1909
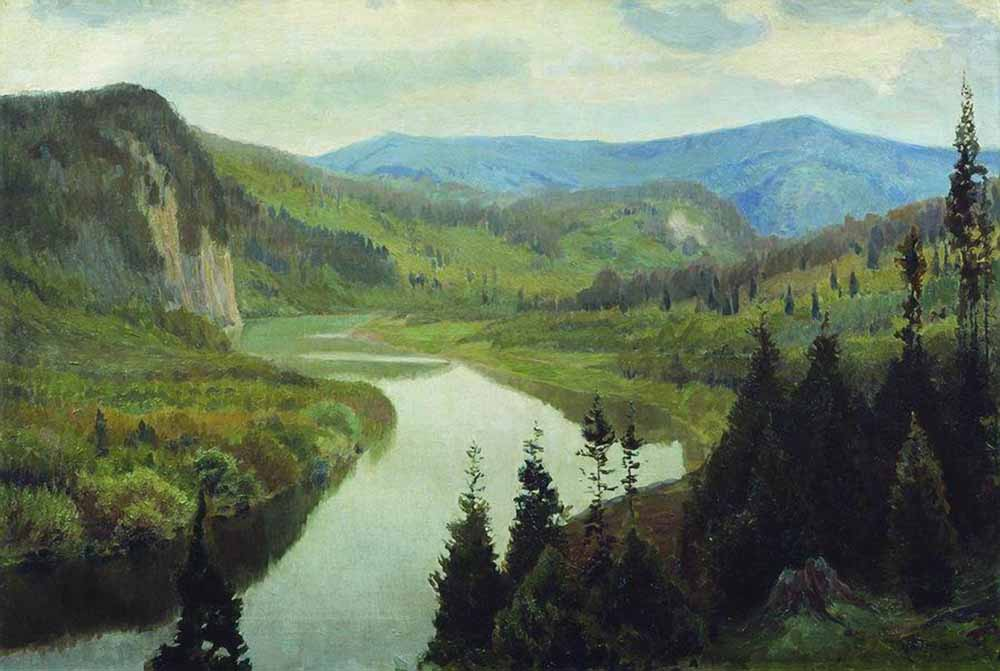
Oural, 1897
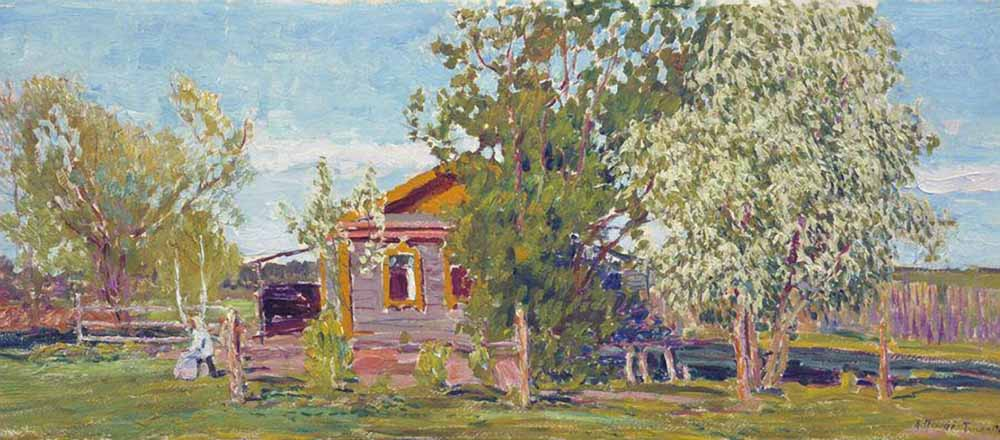
Merisier en fleur, 1915.

## Participation aux sociétés et cercles
Il est membre et exposant de la Société moscovite des amateurs de peinture (1884–1908, avec des interruptions ; membre depuis 1893; secrétaire).
Membre fondateur et exposant permanent à l'Union des peintres russes (1903–1918; 1906–1916 et 1917–1919 — membre du Comité).
Il est encore l'un des fondateurs des sociétés « Libre esthétique » (1907–1908), et « Izographe » (1917–1918).
Membre du Cercle des amateurs de beaux-arts de la région Nord de Russie 
Membre de la société des Ambulants (1893—1901), du Cercle des artistes de Moscou (1893, 1899).

## Participation à des expositions
Perepliotchikov participe aux expositions des Ambulants à plusieurs reprises (1893, 1895–1901), à celles du Cercle des artistes de Moscou (1893, 1895, 1899), de la Société des aquarellistes russes (1894, 1896, 1897), de « Mir iskousstva » (1899–1903), du groupe « Les 36 peintres » (1901–1903), de « Salon », de la Société scientifique d' Ekaterinoslav (1910), du cercle « Sreda » (1911). 

## Tableaux exposés
À la Galerie Tretiakov sont exposés :
- « Hiver dans le bois », 1895 .
- « Début du printemps », 1896 .
- « Paysage », 1899 .
- « Bazar à Archangelsk », 1902 год.
- « Merisier en fleur », 1915 .

Au Musée russe sont exposés :
- « Le village de Krivo au Nord de la Dvina », 1912.

Au musée-réserve de Ples sont exposées également quelques toiles :
- « Barque sur la rive » Début. XX в.
- « Église de la Résurrection à Gorokhovtse », 1903.
- « Village du Nord» (à Oust-Pinega), 1908 .
- « Paysage de campagne », 1886 .
- « Paysage avec une cabane », 1907 .

On trouve encore ses toiles dans les musées de Vladimir, Voronej, Rostov, Barnaoul, Irkoutsk, Stavropol, Oulianovsk et dans d'autres encore ainsi que dans des collections privées.